# Escorca
Escorca település Spanyolországban, a Baleár-szigeteken. Escorca Alaró, Fornalutx, Sóller, Bunyola, Mancor de la Vall, Selva, Campanet és Pollença községekkel határos. Lakosainak száma 203 fő (2024).

## Népesség
A település népessége az elmúlt években az alábbi módon változott:
| Lakosok száma | 306  | 295  | 307  | 280  | 284  | 241  | 230  | 212  | 181  | 203  |
|               | 2001 | 2004 | 2006 | 2009 | 2011 | 2014 | 2016 | 2019 | 2021 | 2024 |